# بوركي بيغ
بوركي بيغ أو خِنّوص الخنزيريّ(بالإنجليزية: Porky Pig)‏ هو شخصية رسوم متحركة لذكر خنزير في سلسلة وارنر براذرز لووني تونز وميري ميلوديز، كان أول نجم في الاستوديو ينال إعجاب الجماهير، حتى بالرغم من حلول نجوم متأخرين مكانه، بقي بوركي معروفا بين مرتادي السينما وأيضا مخرجي وارنر براذرز الذين أعطوه عدة أدوار في البطولة وعدة أدوار جانبية. بوركي معروف أيضا بجملته الختامية في معظم العروض حيث يقول «ذ-ذ-ذ-ذ-ذاتس أوول فوكس!». هذا التلعثم في الكلام أبرز علامة في بوركي، ما يدفعه أحيانا لاستبدال ما كان يريد قوله بعبارات مرادفة، كما في عرض يو أوت تو بي إن بكشرز، عندما دخل مكتب رئيسه ليون شليسنجر، فأراد تحيته قائلا «هلو مستر شليس-شليس-شليس-غ-غ» ثم يكمل «هلو ليون».
بوركي ظهر في 152 كارتون، جميعها نشرت قبل 1989.

## الظهور الأول
قام بتصميمي بوركي الرسام بوب كلامبيت في الفيلم القصير آي هافنت غوت أ هات عام 1935 من إخراج فريز فريلينغ، رئيس الاستوديو ليون شليسنجر اقترح على فريلينغ أن يقلد أفلام آور غانغ في الكارتون، كان دور بوركي صغيرا في الفيلم لكن سرعان ما اشتهر الخنزير المتلعثم. اسم بوركي جاء من اسم زميلي فريلينغ في الطفولة، «بوركي» و«بيغي».
بعد خروج هيو هارمن ورودولف آيزينغ من الاستوديو عام 1933 ومعهما نجم الاستوديو بوسكو، أصبحت عروض لووني تونز تستخدم البديل بادي الذي لم ينل الإعجاب، ومع قدوم بوركي، أقصي بادي وحل بوركي كنجم أول، عندما وظف تيكس أيفري وقدم عرضه غولد ديغرس أوف '49، استخدم فيه نفس شخصيات آي هافنت غوت أ هات لكن بأدوار مختلفة، انتقل بوركي من شخصية طفل خجول إلى شخصية بالغ سمين، ومع أن دوره جانبي إلا أن الضحك رافق أداءه. أدرك بعدها المخرجون أن نجما بين أيديهم.
شارك بوركي في مشكلة التلعثم جو دوريتي، أول ممثل أدى صوته، إذا كان دوريتي يعاني في الأصل منها، وبما أن دوريتي لم يستطع التحكم في تلعثمه، نال ميل بلانك الدور عام 1937، أكمل بلانك صفة التلعثم ولكن بطريقة كوميدية (مثل التلعثم في كلمة صغيرة، ثم تستبدل بكلمة طويلة تنطق بكل سهولة)، كما في عرض أ كونكتيكات رابيت إن كينغ آرثرز كورت، حيث صعبت على باغز باني نطق كلمة «بوركيوباين porcupine»، بينما نطقها بوركي بكل سهولة.
أصبح بلانك ممثلا لصوت بوركي منذ عرض بوركيز داك هانت عام 1937 حتى وفاته عام 1989.

## بوركي بتصميم كلامبيت
ظهر بوركي في عشرات الأفلام القصيرة أواخر الثلاثينات. كان مظهره، عمره، شخصيته تختلف من فيلم لآخر، إلى أن ثبته بوب كلامبيت ليكون شابا، نحيلا، ذكيا، وأقل تلعثما، كما جعله كلامبيت رحالا حول العالم، والعالم في رسم كلامبيت هو كل مكان غريب، كما في فيلم بوركي إن واكيلاند، حيث يبحث بوركي عن آخر من تبقى من الدودو.
كلامبيت علق في مقابلة في الوثائقي باغز باني: سوبرستار حول تعديل تصميم تويتي بسبب كون تصميم كلامبيت الأول يظهره «عاريا»، فقال «طوال تلك السنين، بوركي لم يرتد سروالا على الإطلاق».

## بوركي في أدوار جانبية
بقي بوركي مفضلا لمخرجي وارنر براذرز، فشخصيته الهادئة والخجولة ارتبطت مع شخصيات مجنونة مثل دافي، كما استمر في بطولة بعض العروض كما في سوونر كروونر. شخصية بوركي أكثر ما ارتبطت مع دافي، فإما يكون صياد بط، أو مرافق متزن أمام دافي المتهور، كما ارتبط بوركي مع سيلفستر، فكان سيده الغافل الذي لا يدرك أن سيلفستر يقوم بحمايته من القتل.

## السنوات المتأخرة

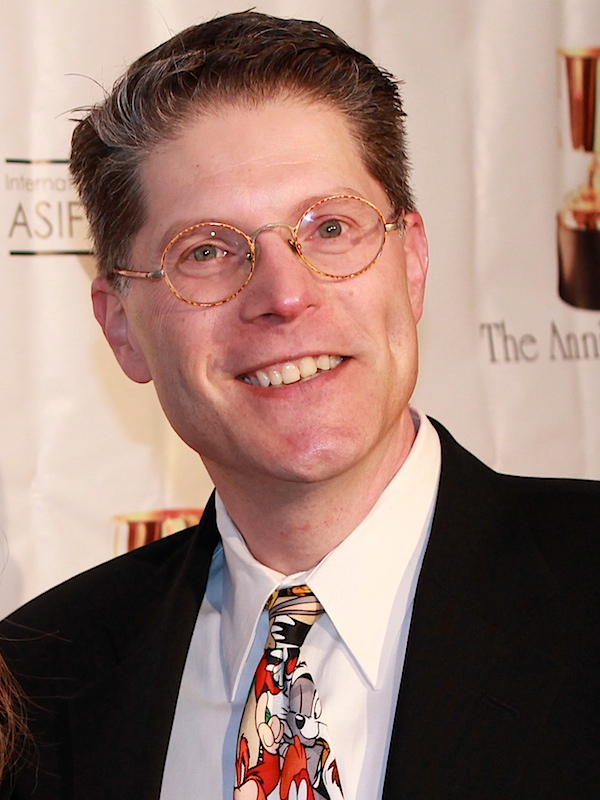
بوب بيرغن في حفل توزيع جوائز آني السنوي الـ41

استمر ظهور بوركي في برامج التلفزيون كغيره من شخصيات لووني تونز، فظهر في ذا بوركي بيغ شو، وبوركي بيغ آند فريندس، وكلا البرنامجين مكونان من العروض السينمائية الكلاسيكية. ظهر بوركي أيضا في تايني توون أدفنشر كمعلم لشخصية هامتون جاي. بيغ.
انتقدت جمعية التلعثم الوطنية NSP في سان فرانسسكو عام 1991، مطالبة وارنر بالتوقف عن استحقار التلعثم وجعل بوركي يتلعثم لكن كالأطفال، رفضت وارنر مطالب NSP، لكنها وافقت على دعم مؤسسة التلعثم الأمريكية بمبلغ 12,000 دولار.
ظهر بوركي في ألعاب الكمبيوتر، وفي فيلم هو فريمد روجر رابيت (1988) ليقوم باختتام الفيلم بعبارته «ذ-ذ-ذ-ذاتس أوول فوكس!» مع شخصية تينكربيل. بينما في فيلم لووني تونز: باك إن أكشن (2003)، يحاول بوركي إنهاء الفيلم أيضا بعبارته، لكن يستمر بالتلعثم حتى يغلق الاستوديو أنواره فيغير العبارة إلى «غو هوم فوكس».

## روابط خارجية
- بوركي بيغ على موقع الموسوعة البريطانية (الإنجليزية)
- بوركي بيغ على موقع ميوزك برينز (الإنجليزية)
- بوركي بيغ على موقع ديسكوغز (الإنجليزية)